# Mees Bakker
Mees Bakker (Heiloo, 11 maart 2001) is een Nederlands voetballer die speelt als doelman. In juli 2024 verruilde hij De Graafschap voor FC Den Bosch.

## Clubcarrière
Bakker speelde in de jeugd van HSV Heiloo en kwam later in de opleiding van AZ terecht. De doelman maakte zijn professionele debuut namens Jong AZ in de eerste speelronde van de Eerste divisie in het seizoen 2018/19. In eigen huis tegen Almere City mocht hij van coach Michel Vonk in de basis starten en hij zou de volle negentig minuten meespelen. Hij werd binnen een halfuur gepasseerd door Niek Vossebelt, Tim Receveur en Stijn Meijer. Zijn teamgenoten Tijjani Reijnders en Ferdy Druijf maakten er uiteindelijk 2–3 van. Voorafgaand aan het seizoen 2020/21 werd Bakker opgenomen in het eerste elftal, als nieuwe derde doelman. Daarnaast zou hij voor de beloften blijven keepen.
In de zomer van 2022 nam De Graafschap de doelman op huurbasis over, met een optie tot koop. In 2023 werd de optie tot koop benut en nam De Graafschap Bakker definitief over. Hij tekende een contract voor een jaar met optie op een seizoen extra.
Na afloop van dit seizoen besloot Bakker om De Graafschap transfervrij te verlaten. Op 6 juni 2024 tekende Bakker een contract voor drie seizoenen bij FC Den Bosch. Bakker begon het seizoen als tweede doelman, maar door een blessure van Pepijn van de Merbel maakte hij op 13 september 2024 zijn debuut tegen ADO Den Haag. Door twee doelpunten van Törles Knöll werd met 2–0 gewonnen. Bakker haalde het einde van het duel niet; na zeventig minuten moest hij met blessure naar de kant en werd hij vervangen door debutant Tjemme Bijlsma. De uitvalbeurt van Bakker was te wijten aan kramp in zijn hele lichaam. Drie dagen later, in de met 0–3 gewonnen uitwedstrijd tegen Jong FC Utrecht, stond de doelman weer in de basis en stopte hij in de drieënvijftigste minuut een strafschop van Georgios Charalampoglou. Een week na de uitvalbeurt viel Bakker ook in de met 1–0 gewonnen thuiswedstrijd tegen FC Emmen uit met kramp. Na tweeëntachtig minuten werd hij andermaal vervangen door Bijlsma. Vanwege de krampaanvallen sprak Bakker met een psycholoog. Dit omdat het volgens hem tussen de oren moet zitten. Na een reeks van veertien wedstrijden als eerste doelman raakte Bakker op 6 december 2024, in de wedstrijd uit tegen Helmond Sport, geblesseerd aan zijn knie. Twee maanden later, tijdens de met 1–0 verloren uitwedstrijd tegen zijn oude club De Graafschap, zat hij voor het eerst weer bij de wedstrijdselectie. Uiteindelijk bleef de teller voor Bakker op veertien competitiewedstrijden staan, waarin hij vijf keer de nul hield.

## Clubstatistieken
| Seizoen | Club            | Competitie     | Competitie | Competitie | Beker | Beker | Internationaal | Internationaal | Totaal | Totaal |
| Seizoen | Club            | Competitie     | Wed.       | Dlp.       | Wed.  | Dlp.  | Wed.           | Dlp.           | Wed.   | Dlp.   |
| ------- | --------------- | -------------- | ---------- | ---------- | ----- | ----- | -------------- | -------------- | ------ | ------ |
| 2018/19 | Jong AZ         | Eerste divisie | 1          | 0          | —     | —     | —              | —              | 1      | 0      |
| 2019/20 | Jong AZ         | Eerste divisie | 2          | 0          | —     | —     | —              | —              | 2      | 0      |
| 2020/21 | Jong AZ         | Eerste divisie | 10         | 0          | —     | —     | —              | —              | 10     | 0      |
| 2020/21 | AZ              | Eredivisie     | 0          | 0          | 0     | 0     | 0              | 0              | 0      | 0      |
| 2022/23 | → De Graafschap | Eerste divisie | 1          | 0          | 2     | 0     | —              | —              | 3      | 0      |
| 2023/24 | De Graafschap   | Eerste divisie | 17         | 0          | 0     | 0     | —              | —              | 17     | 0      |
| 2024/25 | FC Den Bosch    | Eerste divisie | 14         | 0          | 1     | 0     | —              | —              | 15     | 0      |
| Totaal  | Totaal          | Totaal         | 45         | 0          | 3     | 0     | 0              | 0              | 47     | 0      |

Bijgewerkt op 7 december 2024.